# Зуев, Иван Васильевич
Иван Васильевич Зуев (26 октября (8 ноября) 1907, Ближне-Песочное, Российская империя — 17 июля 1942, Мясной Бор, СССР) — советский военный деятель. Депутат Верховного Совета УССР первого созыва (1938—1942). Дивизионный комиссар.

## Биография
Родился 26 октября (8 ноября) 1907 года в семье рабочего-трубопрокатника в селе Ближне-Песочное. Окончил 7 классов. С осени 1929 до 1931 года служил в рядах Красной армии. После службы работал в ремонтно-механическом цехе металлургического завода в Выксе.
В 1932 году был повторно призван в Красную армию. Окончил Смоленское военно-политическое училище имени В. М. Молотова.
С декабря 1933 года — инструктор и помощник командира учебной роты по политчасти 4-го стрелкового батальона, с июня 1936 года — старший инструктор политотдела 4-й механизированной бригады.
С ноября 1936 года участвовал в гражданской войне в Испании, был комиссаром танкового батальона. В 1937 году присвоено воинское звание полковой комиссар. Был награждён орденами Красного Знамени и Красной Звезды.
С декабря 1937 года служил военным комиссаром 15-й механизированной бригады, затем военным комиссаром 38-й танковой бригады, с мая 1939 года военным комиссаром 25-го танкового корпуса Уральского военного округа.
В 1938 году был избран депутатом Верховного Совета УССР первого созыва в Староконстантиновском избирательном округе № 14 Каменец-Подольской области.
Некоторое время был в распоряжении Политуправления РККА, затем с 1939 года — военный комиссар 8-го стрелкового корпуса. 3 ноября 1939 года присвоено воинское звание бригадный комиссар.
В 1939—1940 годах принимал участие в присоединении Западной Украины к СССР, в советско-финской войне, в присоединении Бессарабии к СССР.
С 16 июня 1940 года — военный комиссар 8-го стрелкового корпуса, затем военный комиссар 4-го механизированного корпуса Киевского военного округа, с 23 марта 1941 года — член Военного совета  11-й армии Прибалтийского военного округа.
Принимал участие в Великой Отечественной войне с 22 июня 1941 года. 23 сентября 1941 года присвоено воинское звание дивизионный комиссар.
К 13 декабря 1941 года — член Военного совета 11-й армии, затем — член Военного совета 4-й армии, а с 5 марта 1942 года — член Военного совета 2-й Ударной армии. Воевал на Волховском фронте.
17 июля 1942 года, во время прорыва из окружения, близ деревни Мясной Бор вышел к железной дороге, на которой работали дорожники под охраной немецких солдат. Один из рабочих сообщил немцам о появлении «партизана», те открыли огонь из автоматов и одной из пуль, попавших в голову, Зуев был убит. По другим данным, он отстреливался до последнего патрона и застрелился, не желая попасть в плен. Похоронен в районе 105-го километра железной дороги между разъездами Бабино — Торфяное. По документам числился как пропавший без вести.
В 1965 году могила Зуева была найдена, его останки идентифицированы и перезахоронены возле станции Бабино Ленинградской области. В том же году Зуев был посмертно награждён орденом Отечественной войны 1-й степени.

## Награды
- орден Красного Знамени (27.06.1937);
- орден Отечественной войны 1-й степени (1965, посмертно);
- два ордена Красной Звезды (02.01.1937, 22.02.1941);
- медаль «XX лет РККА» (22.02.1938)/

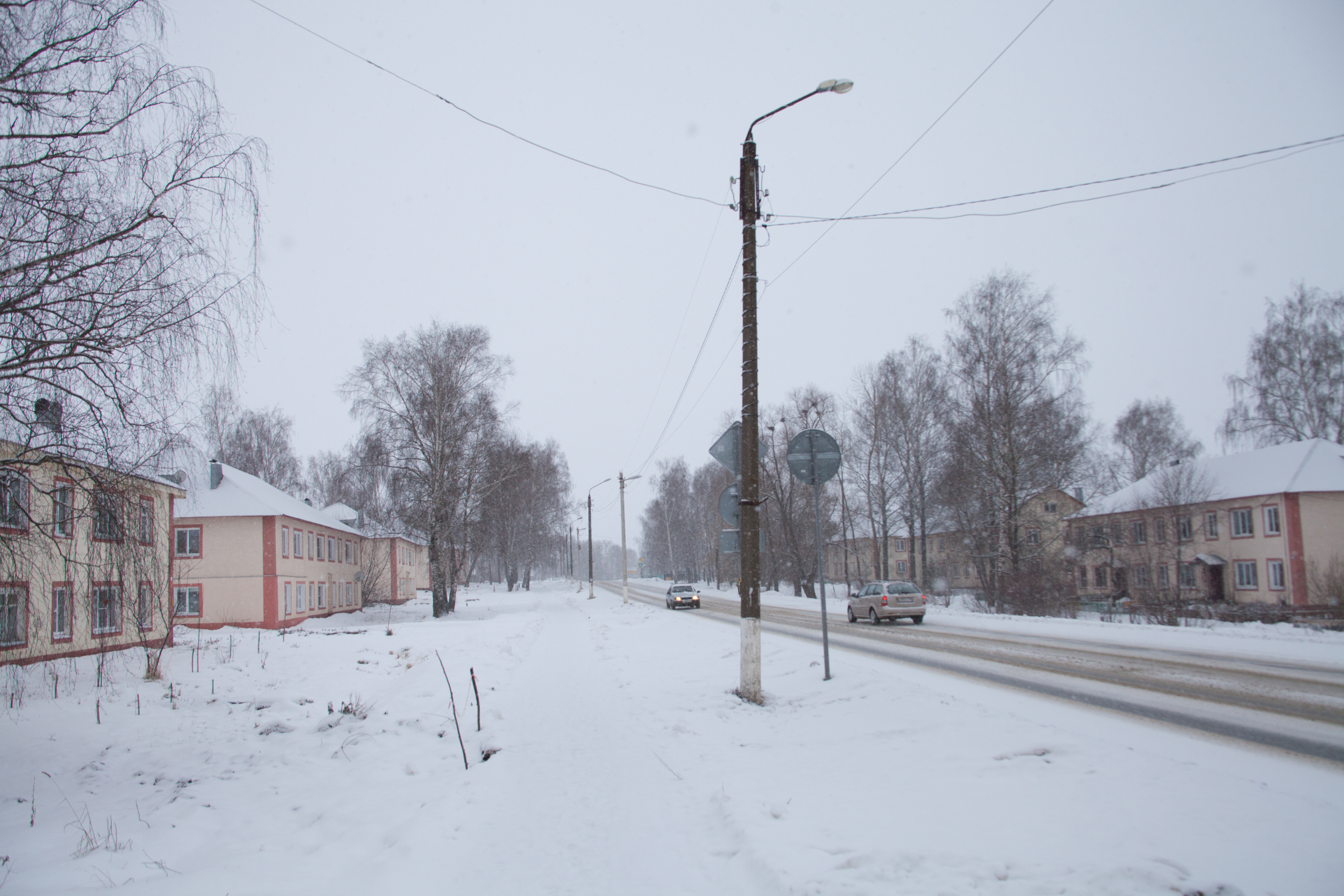
Улица Зуева в Ардатове

## Память
В рабочем посёлке Ардатов, расположенном недалеко от родного села Ивана Васильевича Зуева:
- его именем названа одна из улиц;
- во дворе Средней школы № 2 им. С. И. Образумова установлен его бюст;
- на здании аграрного техникума помещена мемориальная доска.